# Araneus woodfordi
Araneus woodfordi là một loài nhện trong họ Araneidae.
Loài này thuộc chi Araneus. Araneus woodfordi được Mary Agard Pocock miêu tả năm 1898.